# Élections municipales de 2005 dans la région de Montréal
Les élections municipales québécoises de 2005 se déroulent le 6 novembre 2005. Elles permettent d'élire les maires et les conseillers de chacune des municipalités locales du Québec, ainsi que les préfets de quelques municipalités régionales de comté.
Elles permettent de déterminer les maires et les conseillers de chacune des municipalités locales de même que certains préfets. Ces élections sont les premières tenues en vertu de la Loi sur les élections et les référendums dans les municipalités adoptée en 2001 par l'Assemblée nationale du Québec, qui instaure une nouvelle procédure prévoyant de tenir les élections de tous les postes municipaux dans toutes les municipalités la même journée.

## Montréal

### Baie-D'Urfé
| Candidats pour la mairie | Vote            | %               |
| ------------------------ | --------------- | --------------- |
| Maria Tutino             | Sans opposition | Sans opposition |

### Beaconsfield
| Bob Benedetti                        | 3 362 | 62,02 |
| Jim Birnie                           | 2 059 | 37,98 |
| Nombre d'électeurs inscrits : 13 785 |       |       |

### Côte-Saint-Luc
| Anthony Housefather                  | 6 366 | 73,55 |
| Bernard Lang                         | 1 397 | 16,14 |
| David Fuchs                          | 892   | 10,28 |
| Nombre d'électeurs inscrits : 22 626 |       |       |

### Dollard-Des Ormeaux
| Candidats pour la mairie | Vote            | %               |
| ------------------------ | --------------- | --------------- |
| Edward Janiszewski       | Sans opposition | Sans opposition |

### Dorval
| Partis                               | Partis                                                                   | Candidats pour la mairie | Vote  | %     |
| ------------------------------------ | ------------------------------------------------------------------------ | ------------------------ | ----- | ----- |
|                                      | Équipe Action Dorval Action Team                                         | Edgar Rouleau            | 2 888 | 52,30 |
|                                      | Citoyens de Dorval pour la démocratie / Citizens of Dorval for Democracy | Brent K. Hussey          | 1 672 | 30,28 |
|                                      | Indépendant                                                              | Raymond Lauzon           | 880   | 15,94 |
|                                      | Indépendant                                                              | Ralph Kelley             | 82    | 1,48  |
| Nombre d'électeurs inscrits : 13 024 |                                                                          |                          |       |       |

### Hampstead
| William Steinberg                   | 975 | 41,47 |
| Irving Adessky                      | 808 | 24,16 |
| Gerald Kessner                      | 568 | 34,37 |
| Nombre d'électeurs inscrits : 4 905 |     |       |

### Kirkland
| John W. Meaney                       | 3 402 | 54,64 |
| Peter Harding                        | 2 824 | 45,36 |
| Nombre d'électeurs inscrits : 15 044 |       |       |

### L'Île-Dorval
| Candidats pour la mairie | Vote            | %               |
| ------------------------ | --------------- | --------------- |
| Gisèle Chapleau          | Sans opposition | Sans opposition |

### Mont-Royal
| Partis                               | Partis                 | Candidats pour la mairie | Vote  | %     |
| ------------------------------------ | ---------------------- | ------------------------ | ----- | ----- |
|                                      | Action Mont-Royal      | Vera Danyluk             | 3 086 | 51,93 |
|                                      | Indépendant            | Suzanne Caron            | 1 525 | 25,66 |
|                                      | Renaissance Mont-Royal | Brigitte Mack-Arsenault  | 1 332 | 22,41 |
| Nombre d'électeurs inscrits : 13 487 |                        |                          |       |       |

### Montréal
| Partis                            | Partis                            | Candidats                         | Vote    | %     |
| --------------------------------- | --------------------------------- | --------------------------------- | ------- | ----- |
|                                   | Union Montréal                    | Gérald Tremblay                   | 202 302 | 53,73 |
|                                   | Vision Montréal                   | Pierre Bourque (sortant)          | 136 769 | 36,32 |
|                                   | Projet Montréal                   | Richard Bergeron                  | 32 126  | 8,53  |
|                                   | Parti éléphant blanc              | Michel Bédard                     | 5 329   | 1,42  |
|                                   |                                   |                                   |         |       |
| Votes valides                     | Votes valides                     | Votes valides                     | 618 294 | NC    |
| Bulletins rejetés                 | Bulletins rejetés                 | Bulletins rejetés                 | NC      | NC    |
| Total                             | Total                             | Total                             | NC      | NC    |
| Abstention                        | Abstention                        | Abstention                        | NC      | NC    |
| Nombre d'inscrits / participation | Nombre d'inscrits / participation | Nombre d'inscrits / participation | NC      | NC    |

### Montréal-Est
| Candidats pour la mairie | Vote            | %               |
| ------------------------ | --------------- | --------------- |
| Yvon Labrosse            | Sans opposition | Sans opposition |

### Montréal-Ouest
| Campbell Stuart                     | 602 | 30,81 |
| Howard Barza                        | 557 | 28,51 |
| Edward Manis                        | 543 | 27,78 |
| John Simms                          | 252 | 12,90 |
| Nombre d'électeurs inscrits : 3 670 |     |       |

### Pointe-Claire
| Candidats pour la mairie | Vote            | %               |
| ------------------------ | --------------- | --------------- |
| Bill McMurchie           | Sans opposition | Sans opposition |

### Sainte-Anne-de-Bellevue
| Bill Tierney                        | 1 189 | 67,94 |
| Guy Poulette                        | 561   | 32,06 |
| Nombre d'électeurs inscrits : 3 607 |       |       |

### Senneville
| George McLeish                      | 296 | 63,79 |
| Gaétan Provost                      | 168 | 36,21 |
| Nombre d'électeurs inscrits : 3 607 |     |       |

### Westmount
| Karin Marks                          | 3 177 | 89,44 |
| Gerald Glass                         | 375   | 10,56 |
| Nombre d'électeurs inscrits : 14 158 |       |       |